# ليون يسن
ليون يسن (بالدنماركية: Leon Jessen)‏ (11 يونيو 1986 في الدنمارك - ) هو لاعب كرة قدم دانمركي في مركز الظهير. شارك مع منتخب الدنمارك تحت 19 سنة لكرة القدم ومنتخب الدنمارك تحت 20 سنة لكرة القدم ومنتخب الدنمارك تحت 21 سنة لكرة القدم ومنتخب الدنمارك لكرة القدم. أما مع النوادي، فقد لعب مع إنغولشتات 04 ونادي إيسبيرغ ونادي كايزرسلاوترن ونادي ميتييلاند.

## وصلات خارجية
- ليون يسن على موقع قاعدة بيانات كرة القدم.إي يو (الإنجليزية)
- ليون يسن على موقع بيانات كرة القدم. دي إي (الألمانية)
- ليون يسن على موقع ناشيونال فوتبول تيمز (الإنجليزية)
- ليون يسن على موقع Soccerway.com (الإنجليزية)